# Alvorada d'Oeste
Alvorada d'Oeste é um município brasileiro do estado de Rondônia, localiza-se na região geográfica de Ji-Paraná, a uma latitude 11º20'29" sul e a uma longitude 62º17'11" oeste, estando a uma altitude de 224 metros, com população estimada em 2019 era de 14 411 habitantes.
Possui uma área de 3.029,2 km². E João Távora foi seu fundador.